# Площа Культури
Площа Культури (рос. Пло́щадь Культу́ры) — площа в Невському районі Санкт-Петербурга. Знаходиться на перетині вулиці Бабушкіна з вулицею Ткачів.

## Історія
Назва Площа Культури присвоєна 2 січня 1926 року. Найменування пов'язане з тим, що на площі передбачалося будівництво Будинку культури.

## Пам'ятки
- Сад Ткачів
- Школа № 327